# Itaquascon pawlowskii
Itaquascon pawlowskii är en djurart som tillhör fylumet trögkrypare, och som beskrevs av Barbara Wêglarska 1973. Itaquascon pawlowskii ingår i släktet Itaquascon och familjen Hypsibiidae. Arten är reproducerande i Sverige. Inga underarter finns listade i Catalogue of Life.